# Münchner Frühlingsfest

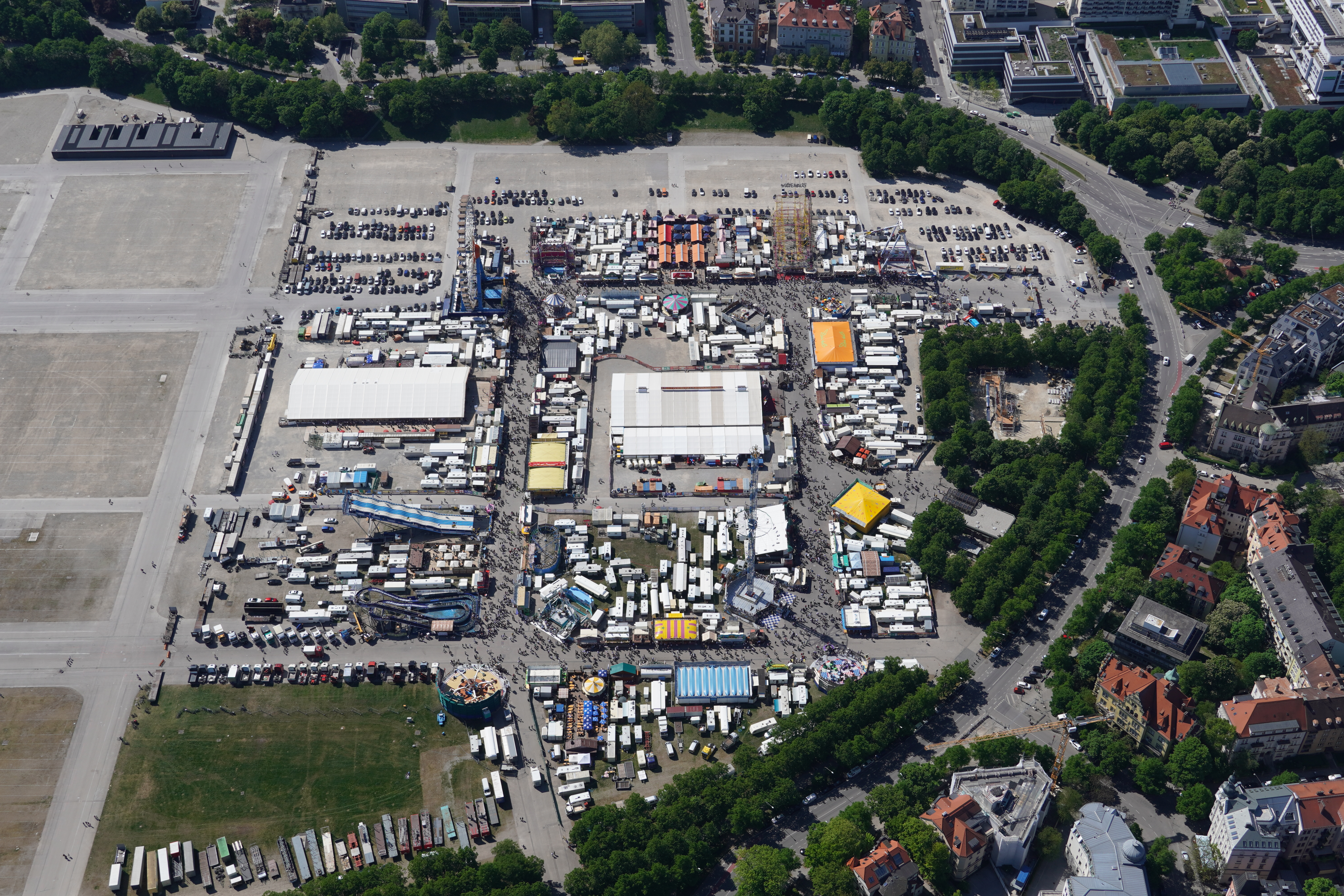
Das Münchner Frühlingsfest nimmt nur einen Teil der Theresienwiese ein

Das Münchner Frühlingsfest ist ein Volksfest, das seit 1965 auf der Münchner Theresienwiese stattfindet. Es wird auch oft als die kleine Wiesn bezeichnet im Vergleich zum Oktoberfest als die große Wiesn.

## Festablauf
Das Fest dauert zwei Wochen und beginnt Mitte April. Zum Auftakt der kleinen Wiesn ziehen am ersten Freitag die Pferdegespanne der beiden Lieferbrauereien, der Prunkwagen der Schausteller und zwei Musikkapellen auf der Theresienwiese ein. Um 16 Uhr wird das erste Bierfass angezapft und damit das Fest offiziell eröffnet.
An den beiden folgenden Freitagen wird jeweils um 22 Uhr auf dem Südteil der Theresienwiese ein großes, farbenfrohes Feuerwerk gezündet. Dies ist ein Geschenk der Münchner Schausteller an die Besucher.

## Festzelte und Fahrgeschäfte

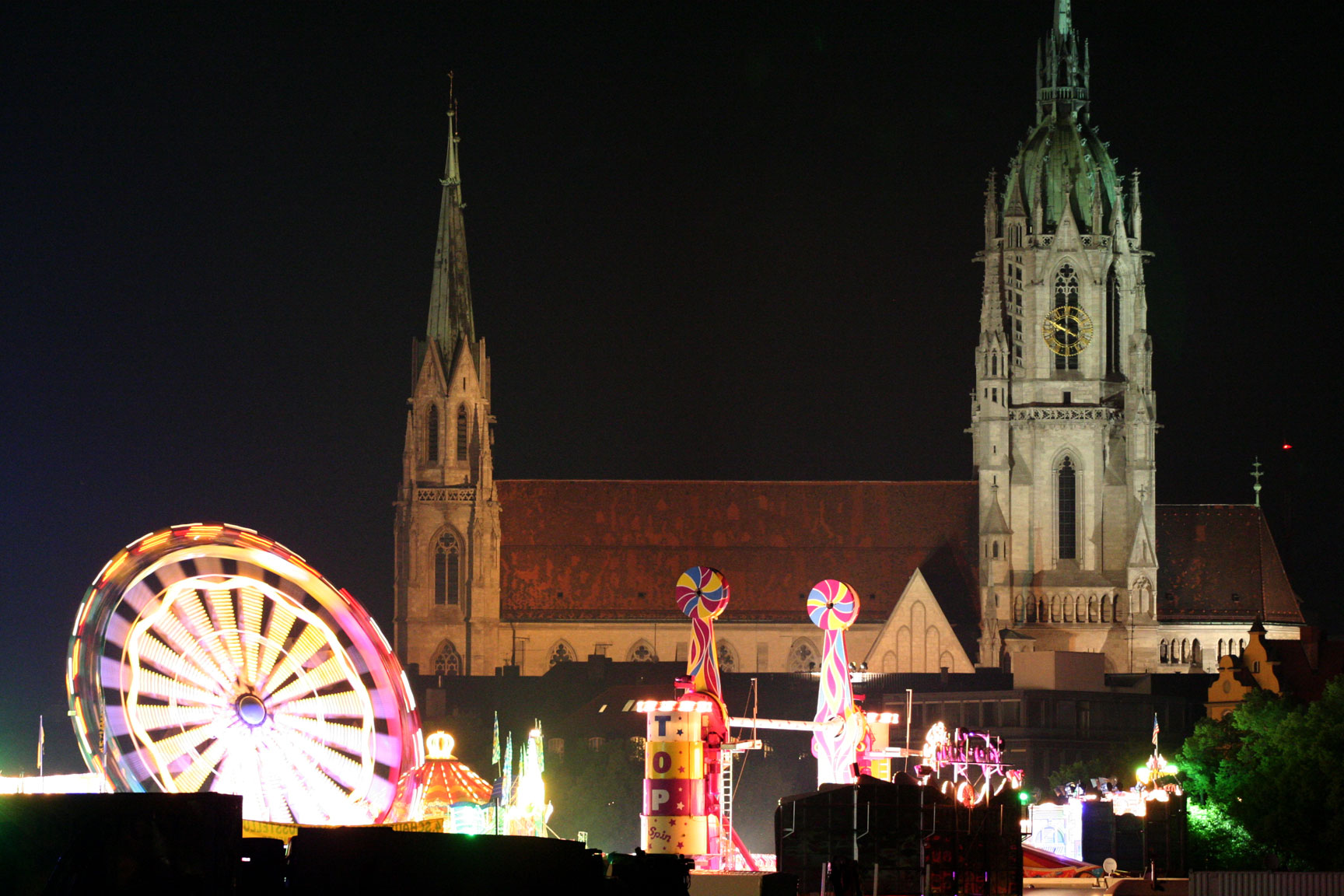
Münchner Frühlingsfest bei Nacht vor der Paulskirche

Auf der kleinen Wiesn gibt es zwei große Bierzelte, einen Weißbiergarten und ein Pils-Karussell. Die beiden Lieferbrauereien sind Augustiner und Paulaner. Im Augustinerzelt Festhalle Bayernland wird traditionell Bier aus dem Holzfass ausgeschenkt, seit 2006 gibt es auch im Münchner Festzelt von Paulaner wieder Holzfässer.
Über 100 Schausteller – vorwiegend aus dem Münchener Raum – kommen jedes Jahr zum Frühlingsfest als Saisonauftakt. Zu den traditionellen Fahrgeschäften zählen Riesenrad, Kettenkarussell, Geisterbahn, Musik-Express, mehrere nostalgische Kinderkarussells und die Münchner Rutschn, die längste transportable Rutschbahn Europas. Weiter findet sich die größte transportable Go-Kart-Bahn Europas, eine Wildwasserbahn, und für das junge Publikum ein Top Spin, ein Break Dancer, sowie Autoscooter. Jährlich wechselnde Attraktionen sind entweder Neuheiten unter den Fahrgeschäften oder Klassiker wie z. B. der Mondlift.

## Krug
Seit dem Jubiläumsjahr 2004 (40. Frühlingsfest) bringt der Veranstalter des Frühlingsfests zusammen mit den beiden Brauereien jedes Jahr einen auf 1000 Stück limitierten Sammlerkrug, einen sogenannten Keferloher, mit dem jeweiligen Frühlingsfestmotiv heraus.